# Rifugio Coldài
Das Rifugio Coldài, vollständiger Name Rifugio Adolfo Sonino al Coldài, (deutsch Coldài-Hütte) ist eine Schutzhütte der Sektion Venedig des italienischen Alpenvereins CAI in der Civettagruppe in der Provinz Belluno. Die in der Regel von Mitte Juni bis Mitte September geöffnete Hütte verfügt über 88 Schlafplätze sowie einen Winterraum mit 8 Betten.

## Lage und Umgebung
Die Schutzhütte liegt am nordöstlichen Rand der Civettagruppe im oberen Val de le Ziolère unterhalb der Forcella Cordai im Gemeindegebiet von Val di Zoldo auf 2135 m. Nordwestlich der Hütte liegt mit der Cima Coldai (2403 m) die höchste Erhebung in der nördlichen Civettagruppe.
Am Rifugio Coldai führt der Dolomiten-Höhenweg 1 vorbei. Die Schutzhütte ist Ausgangspunkt für Besteigungen der Civetta 3220 m.

## Geschichte
Das Rifugio Coldai wurde im Sommer 1905 von der Sektion Venedig des CAI eröffnet. Bereits ein Jahr darauf konnte die Hütte dank der finanziellen Unterstützung der Familie Sonino erstmals erweitert werden. 1932 wurde sie im Gedenken an den aus Venedig stammenden Alpinisten Adolfo Sonino umbenannt, der zwei Jahre zuvor an der nördlich von Cortina d’Ampezzo liegenden Punta Fiames in der Pomagagnon-Gruppe verunglückt war. 1939 musste der CAI nach Einführung der italienischen Rassengesetze die Umbenennung wieder rückgängig machen. Im Herbst 1944 wurde das Rifugio bei einer Aktion gegen italienische Partisanen von deutschen Truppen und Einheiten der RSI in Brand gesteckt. Zwischen 1946 und 1948 wurde die Hütte neu errichtet und unter dem Namen Rifugio Adolfo Sonino al Coldai eingeweiht. 1972 und 1990 wurde sie modernisiert und nochmals erweitert.

## Zugänge
- Von Piani di Pezzé, 1472 m ⊙ auf Weg 564, 556 (2 Stunden)
- Von Piani di Pezzé, 1472 m ⊙ auf nicht nummerierten Weg über Sora Sassel, Lago und Forcella Coldài (2 Stunden 15 Minuten)
- Von Pala Favèra, 1507 m ⊙ auf Weg 564, 556 (1 Stunde 45 Minuten)
- Von Forcella Staulanza, 1507 m ⊙ auf Weg 568, 561, 556 (2 Stunden)
- Von Alleghe, 1000 m ⊙ auf Weg 565, 560 (3 Stunden)

## Nachbarhütten und Übergänge
- Zum Rifugio Torrani, 2984 m ⊙ auf Weg 557 in 4 Stunden 30 Minuten
- Zum Rifugio Tissi, 2250 m ⊙ auf Weg 560, 563 in 1 Stunde 45 Minuten